# Basílica de Santa María la Real (Covadonga)
La basílica de Santa María la Real es un sitio de culto católico situado en Covadonga, Principado de Asturias (España), declarado basílica menor el 11 de septiembre de 1901.
El templo fue ideado por Roberto Frassinelli y levantado entre 1877 y 1901 por el arquitecto Federico Aparici y Soriano, de estilo neorrománico, construido íntegramente en piedra caliza rosa.

## Historia
En el interior de la cueva el rey Alfonso I el Católico (739-757) construyó en 740 una iglesia de madera de tejo con tres altares dedicados a la Virgen María, a San Juan Bautista y a San Andrés. Esta iglesia recibía el nombre de Templo del Milagro porque era milagroso como podía mantenerse volada y colgada de la montaña. Encomendó la custodia del lugar a los monjes benedictinos.
En 1777 un incendio destruyó el antiguo templo, que se encontraba contiguo a la Santa Cueva donde se veneraba y se venera a la Virgen de Covadonga (La Santina), conmemorativo de la batalla de Covadonga. Igualmente ardió en su totalidad lo que contenía la cueva, que estaba completamente recubierta de madera. Se decidió entonces levantar uno nuevo a modo de monumental santuario, para lo que se pidió limosna en toda España, con la oposición del cabildo, ya que los canónigos querían reconstruir el templo de la Santa Cueva y el santuario ideado por el arquitecto Ventura Rodríguez, que nunca pudo llevarse a cabo.
El empuje definitivo para la construcción no llegó hasta un siglo después y sería el rey Alfonso XII el que se interesase en la conclusión de esta obra. El diseño clasicista de Ventura Rodríguez, de difícil y costosa construcción, dará paso a un diseño neomedievalista. La idea original de este nuevo proyecto fue del erudito alemán Roberto Frassinelli, conocido como el alemán de Corao, que era gran dibujante pero no era arquitecto y tuvo que ceder su puesto al arquitecto Federico Aparici, titulado de la Academia de San Fernando; aun así el alemán tuvo tiempo de dirigir las obras de la cripta.

## Basílica

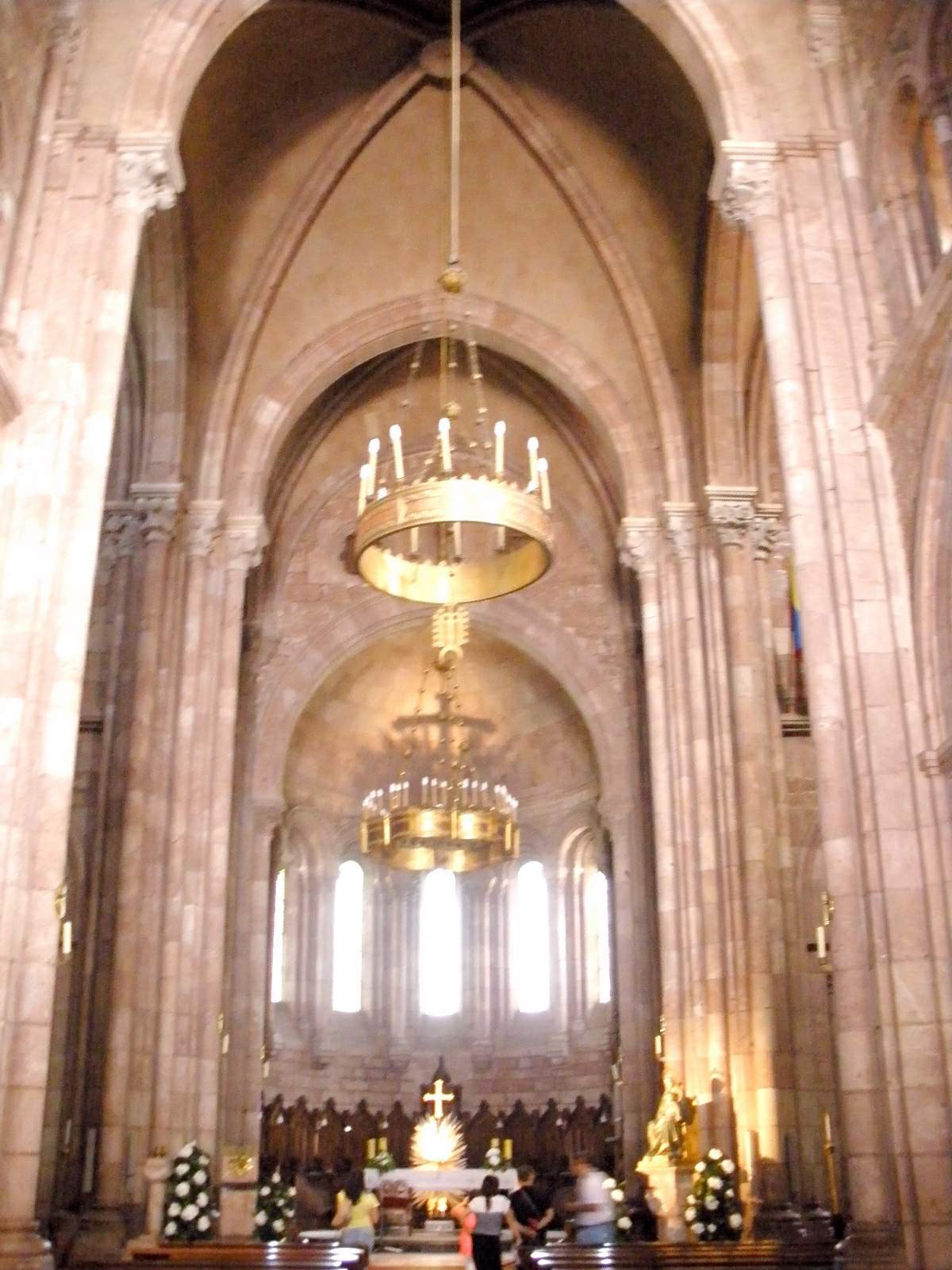
Nave principal del templo

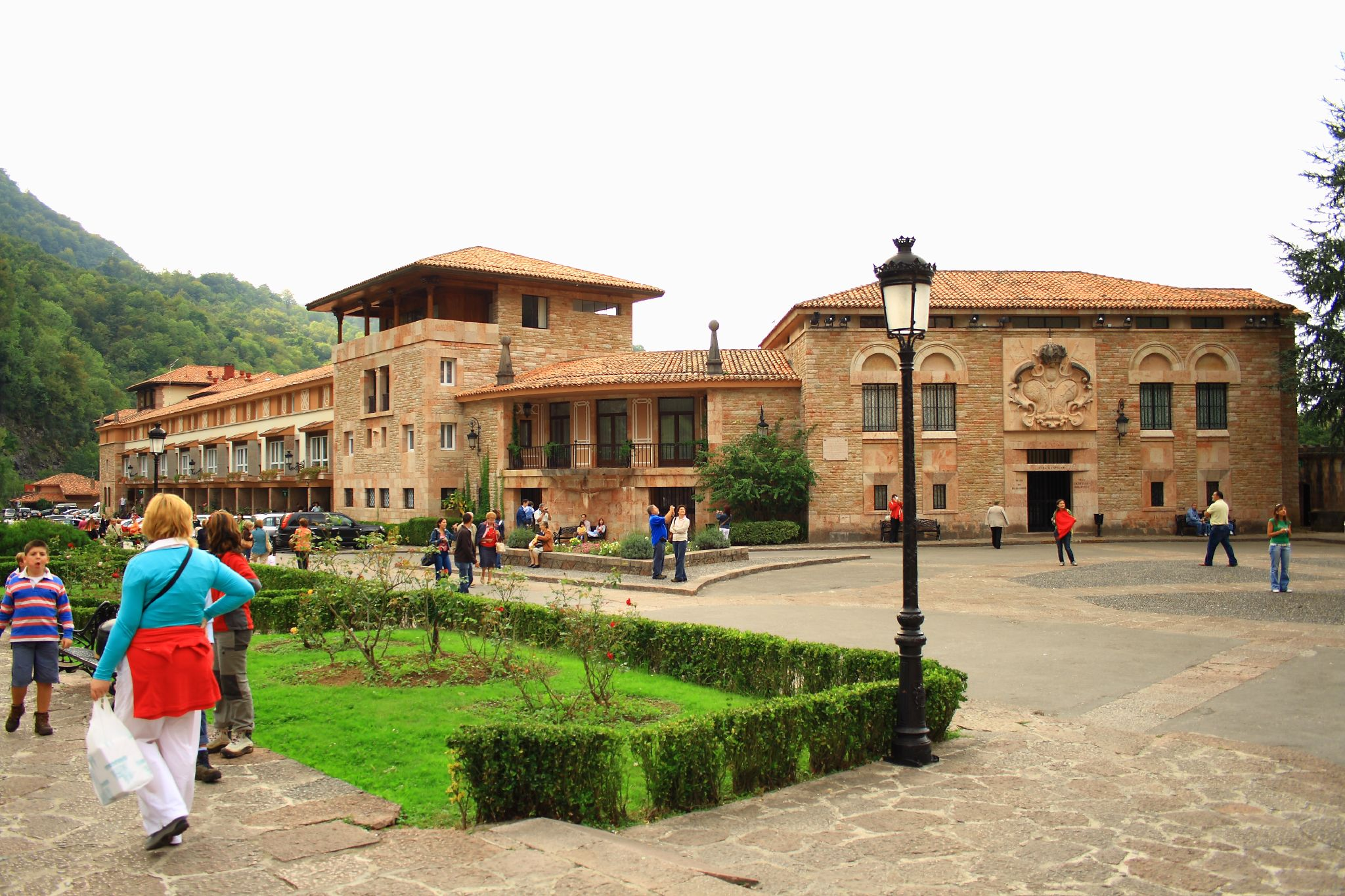
Explanada frente a la basílica

La basílica presenta una gran unidad estilística dentro de los cánones del estilo románico en el que fue concebida, aunque incluye elementos propios de la arquitectura gótica. El edificio se asienta sobre una gran terraza. Presenta tres naves, la central notablemente más alta que las laterales, con transepto y cabecera rematada por tres ábsides escalonados; las naves se cubren por bóvedas de arista. La fachada principal llama la atención por las esbeltas agujas que rematan las torres y la presencia de óculos.   El acceso se  forma por un pórtico adelantado a la nave, con tres arcadas de medio punto y rematadas por un pretil.  En todo el edificio destaca la tonalidad rosácea por el tipo de piedra caliza que contrasta con el verde del paisaje.
En el interior, destaca la imagen de Nuestra Señora, que recibe culto en el altar mayor, obra del escultor decimonónico Juan Samsó.
Debemos destacar la puerta del sagrario, obra del diseñador Alfredo Miranda Fernández(1911-2009)y realizada en Barcelona en  los talleres de Modest Morató (1909-1993)

## Entorno
En la explanada de la basílica son reseñables:
- la Campanona, campana de tres metros de altura y 4.000 kilos de peso construida en 1900 en La Felguera, donada por el conde italiano Sizzo-Norris y Luis Gómez Herrero;

- la estatua de bronce de Pelayo de 1964, del escultor Gerardo Zaragoza;

- el obelisco con la Cruz de la Victoria es de 1857, levantado por los duques de Montpensier; la tradición dice que fue el lugar en que don Pelayo fue coronado rey;

- el monasterio de san Pedro, es Monumento Histórico Artístico. Se cree que fue fundado por Alfonso I, pero fue reformado en diferentes épocas. De época románica conserva parte de sus muros y sus tres ábsides escalonados y semicirculares. En el siglo XVII se construyó el nuevo claustro de planta rectangular con dos niveles, el inferior de arcos de medio punto y el superior con arcos carpaneles. En 1687, se remodela el monasterio dándole su portada barroca, coronada por un frontón. En el XVIII otra reforma, dota al edificio de nave única y cubierta de madera.

## Galería de imágenes

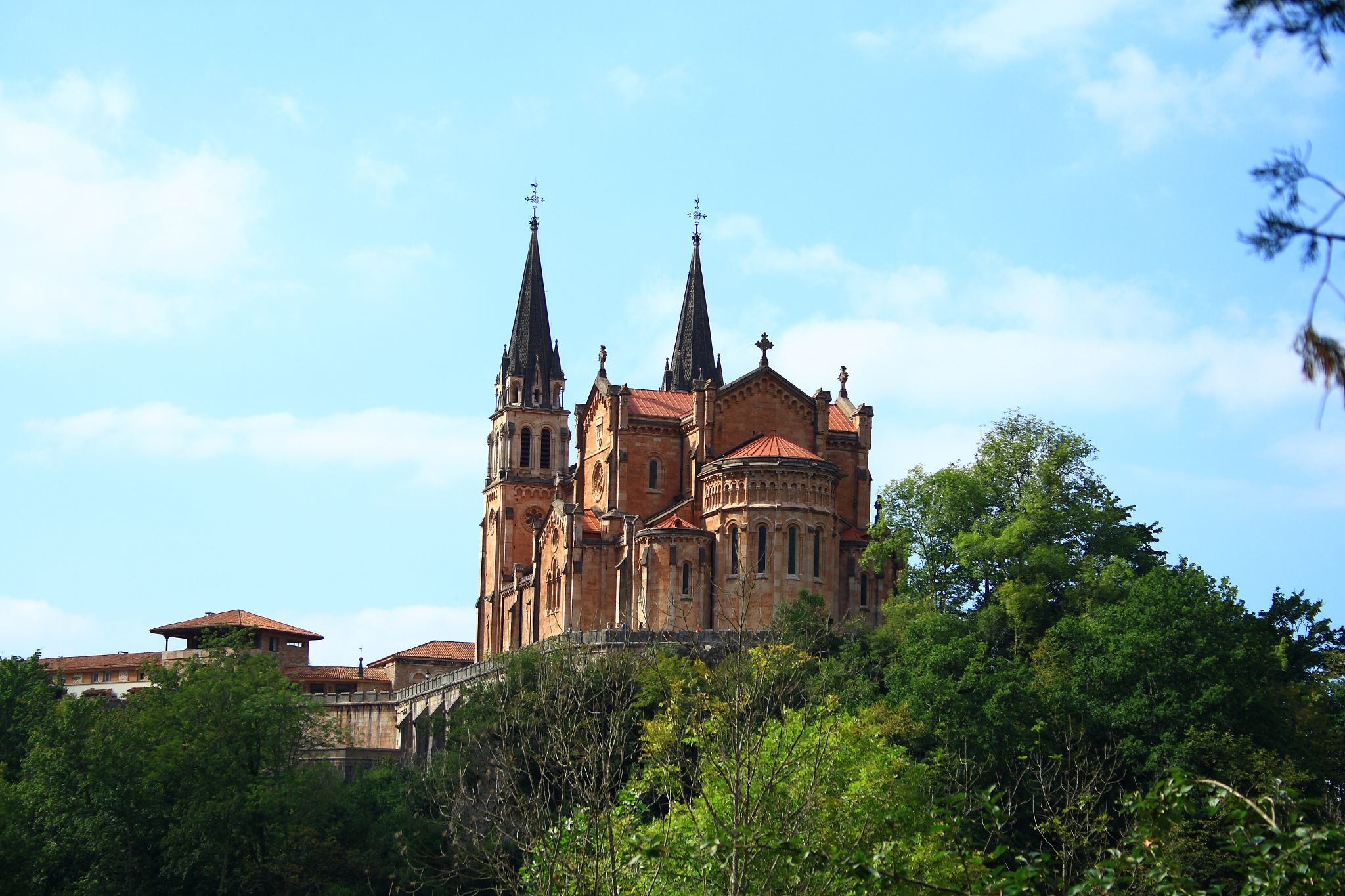
Vista lejana de la basílica
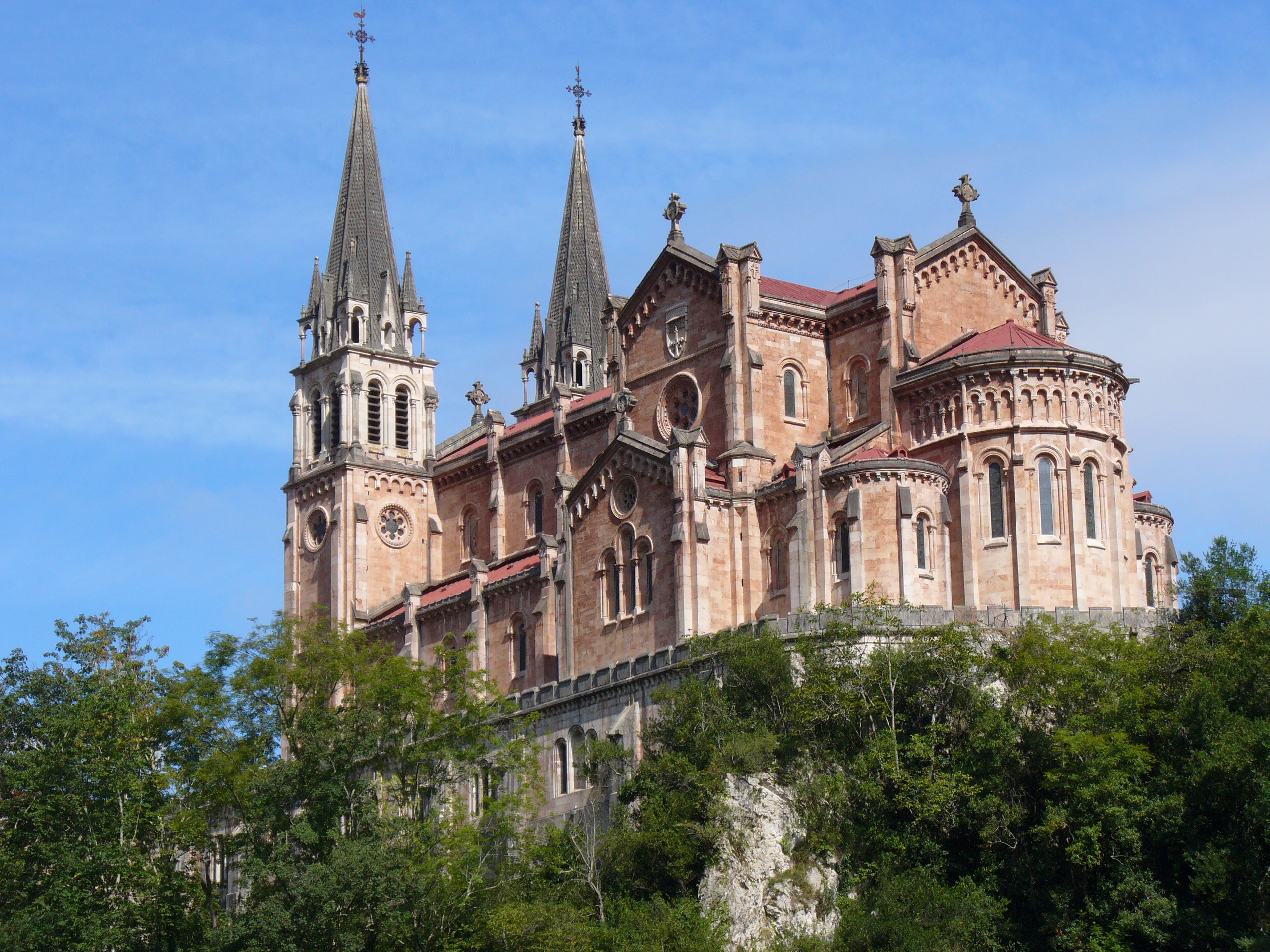
Vista lejana de la basílica
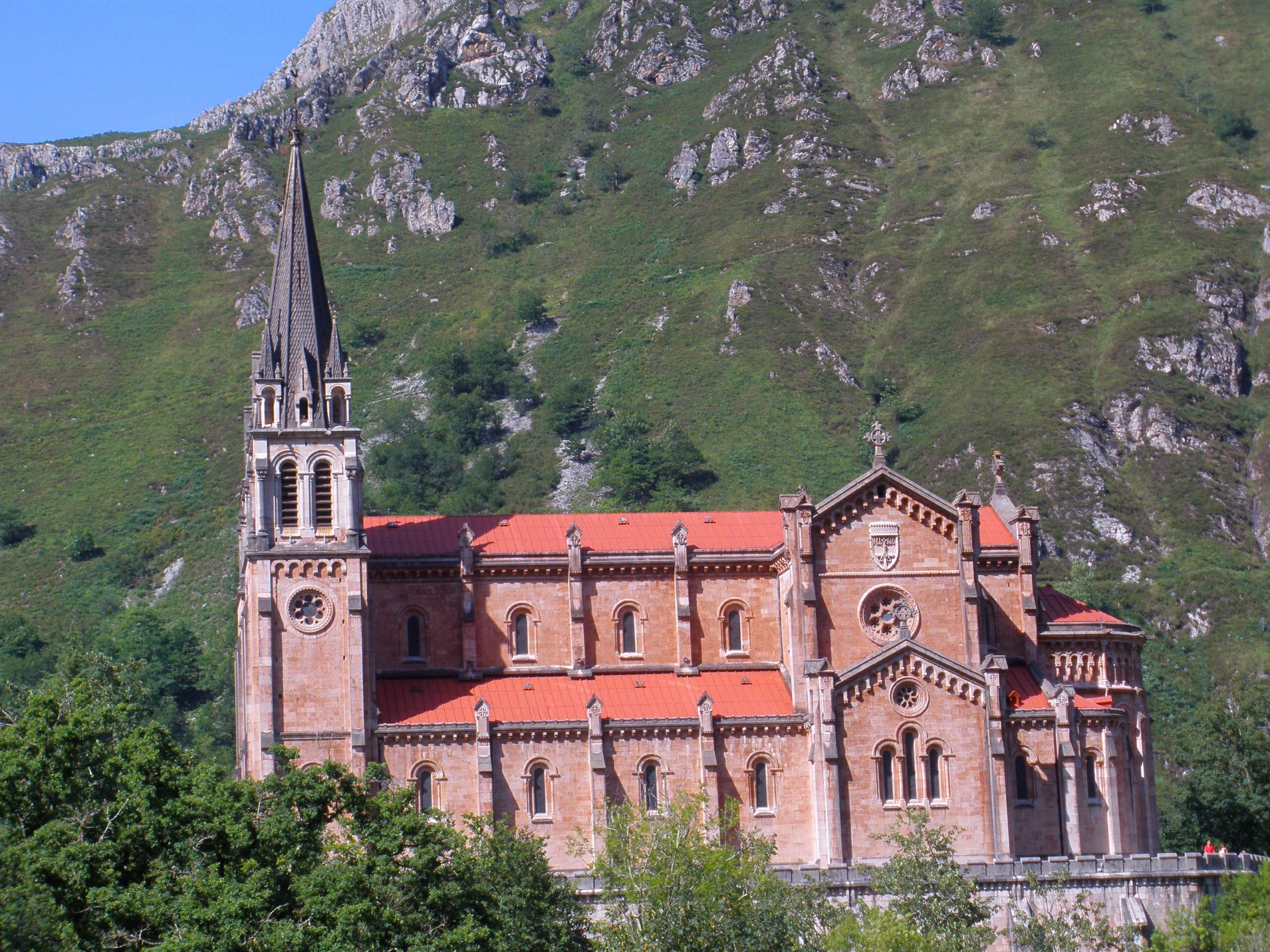
Vista lateral
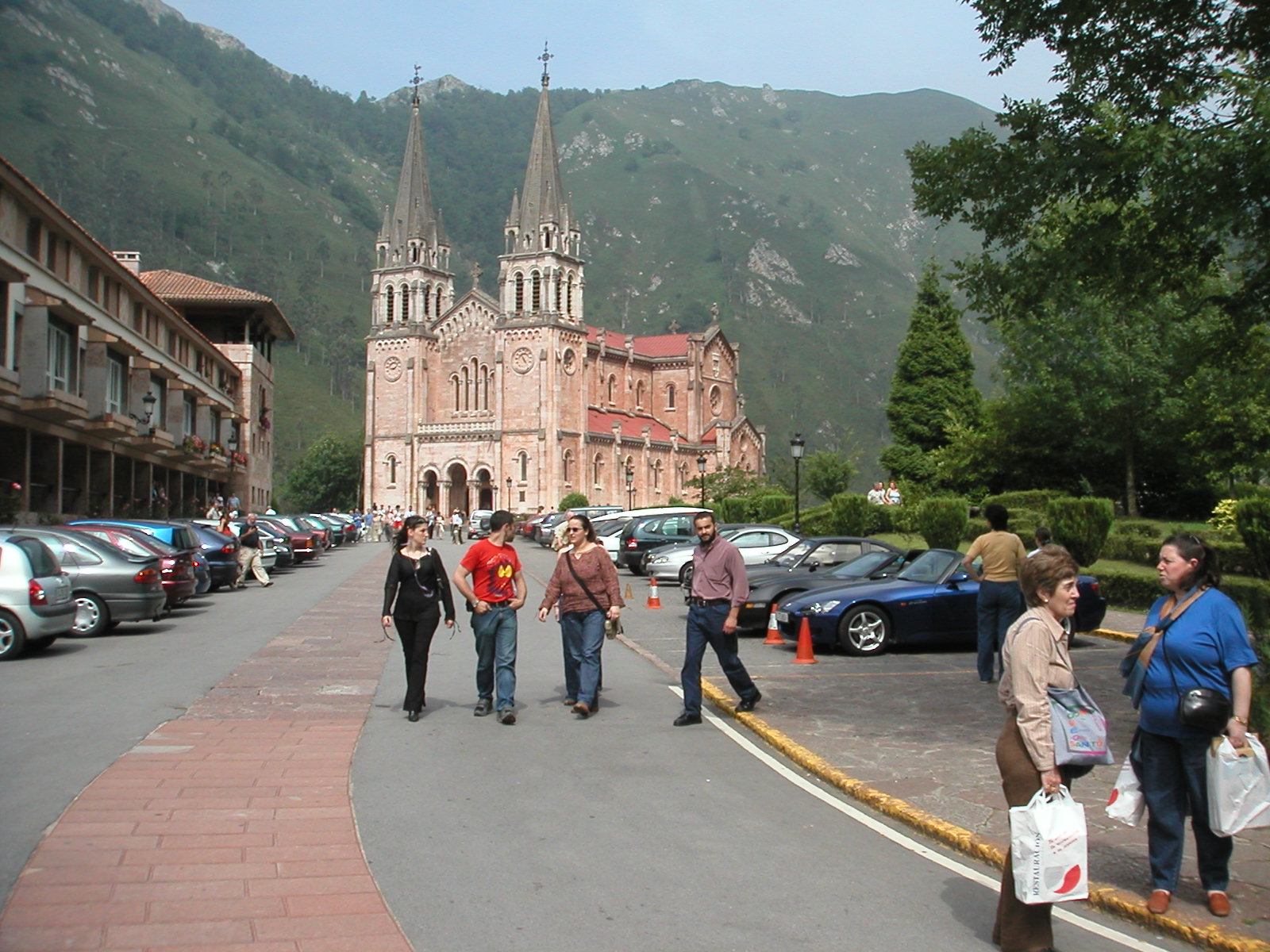
Vista general